# لارنس اوتس
لارنس اوتس (انگلیسی: Lawrence Oates؛ ۱۷ مارس ۱۸۸۰ – ۱۷ مارس ۱۹۱۲) یک مکتشف قطب جنوب و نظامی اهل بریتانیا بود.
وی در جریان اکتشافات و تحقیقات گروه اعزامی ترا نووا در ۱۷ مارس ۱۹۱۲ در قطب جنوب درگذشت.